# Красивата драка
„Красивата драка“ (на френски: La Belle Noiseuse) е френски филм от 1991 година, драма на режисьора Жак Ривет.

## Сюжет
Известният художник Френхофер (Мишел Пиколи) живее тихо със своята съпругата и бивш негов модел (Джейн Бъркин) в стар замък в градче в Прованс. Когато млад художник (Давид Бюрстен) го посещава с приятелката си Мариан (Еманюел Беар), Френхофер е вдъхновен да започне отново работа върху картина, която отдавна е изоставил – „Красивата драка“, използвайки Мариан като свой модел. Филмът внимателно изследва творческото възраждане на Френхофер. Показва продължително в реално време на ръката на художника (представена от Бернар Дюфур), работеща върху хартия и платно.

## В ролите
| Изпълнител      | Роля                       |
| --------------- | -------------------------- |
| Мишел Пиколи    | Едуард Френхофер, художник |
| Джейн Бъркин    | Лиз, жена на Едуард        |
| Еманюел Беар    | Мариана                    |
| Мариана Деникур | Жюлиен                     |

## Награди и номинации
- 1991 Печели „Голямата Награда“ на филмовия фестивал в Кан